# World Heavyweight Wrestling Championship

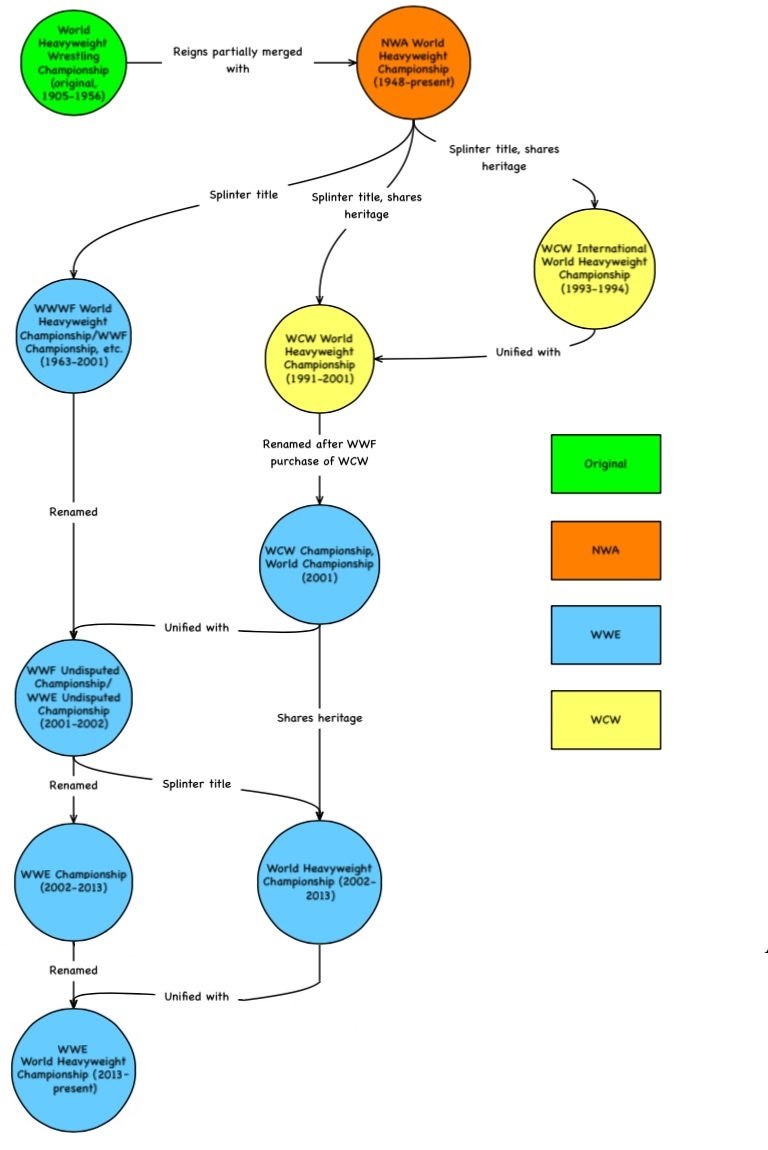
De evolutie van verscheidene "world heavyweight championships".

Het World Heavyweight Wrestling Championship was het eerste erkende kampioenschap in het professioneel worstelen, dat opgericht werd in 1905 om te identificeren wie het beste 'catch as catch can' professionele worstelaar werd in de wereld.
De eerste erkende World Heavyweight Champion was George Hackenschmidt en hij veroverde dit kampioenschap door Tom Jenkins te verslaan in New York op 4 mei 1905. Deze titel bleef actief tot 9 november 1956.
De Amerikaanse worstelorganisatie, National Wrestling Alliance, richtte in januari 1946 een eigen "World Heavyweight Championship" op, het NWA World Heavyweight Championship, en werd de opvolger van het World Heavyweight Wrestling Championship.
De World Wide Wrestling Federation (nu bekend als WWE) richtte in 1964 een eigen "World Heavyweight Championship" op, het WWWF World Heavyweight Championship (nu bekend als "WWE Championship"), omdat de WWF besloot om niet meer samen te werken met de NWA. Decennia later, in 2002, richtte de WWE met het WWE World Heavyweight Championship een tweede "World Heavyweight Championship" op. Het WWE World Heavyweight Championship was de opvolger van het WCW World Heavyweight Championship en het NWA World Heavyweight Championship.
De inmiddels opgeheven Amerikaanse worstelorganisaties American Wrestling Association (AWA), World Championship Wrestling (WCW) en Extreme Championship Wrestling (ECW) hadden ook hun eigen World Heavyweight Championships: AWA World Heavyweight Championship, WCW World Heavyweight Championship en ECW World Heavyweight Championship.
Total Nonstop Action Wrestling werd opgericht in 2002 en besloot om samen te werken met de NWA. Door hun samenwerking kon TNA aanspraak maken met het NWA World Heavyweight Championship. In 2007 besloot TNA om hun samenwerking met NWA te beëindigen en richtte hun eigen World Heavyweight Championship op, het TNA World Heavyweight Championship.

## Titelgeschiedenis
| Nr. | Worstelaars          | # | Datum             | Stad         | Evenement      | Aantekeningen |
| --- | -------------------- | - | ----------------- | ------------ | -------------- | --- |
| 1   | Georg Hackenschmidt  | 1 | 4 mei 1905        | New York     | Live evenement | Hackenscmidt won een wereldkampioenschapstoernooi om de eerste kampioen te worden. Hackenschmidt won verscheidene andere toernooien die plaatsvonden in Parijs, Hamburg, Sint Petersburg, Elberfeld en Berlijn in dat jaar. Op 4 september 1902 won hij het "European Greco-Roman Heavyweight Championship" van Tom Cannon. Op 4 mei 1905 versloeg Hackenschmidt de American Heavyweight Champion Tom Jenkins en werd uitgeroepen tot de officiële World Heavyweight Wrestling Champion. |
| 2   | Frank Gotch          | 1 | 3 april 1908      | Chicago      | Live evenement | Gotch behield de titel vijf jaar lang tot 1 april 1913. |
| 3   | Joe Stecher          | 1 | 5 juli 1915       | Omaha        | Live evenement | Stecher versloeg Charlie Cutler en veroverde de titel nadat Frank Gotch op pensioen ging. |
| 4   | Earl Caddock         | 1 | 9 april 1917      | Omaha        | Live evenement | |
| 5   | Joe Stecher          | 2 | 30 januari 1920   | New York     | Live evenement | |
| 6   | Ed Lewis             | 1 | 13 december 1920  | New York     | Live evenement | |
| 7   | Stanislaus Zbyszko   | 1 | 6 mei 1921        | New York     | Live evenement | |
| 8   | Ed Lewis             | 2 | 3 maart 1922      | Wichita      | Live evenement | |
| 9   | Wayne Munn           | 1 | 8 januari 1925    | Wichita      | Live evenement | |
| 10  | Stanislaus Zbyszko   | 2 | 15 april 1925     | Philadelphia | Live evenement | |
| 11  | Joe Stecher          | 3 | 30 mei 1925       | Saint Louis  | Live evenement | |
| 12  | Ed Lewis             | 3 | 21 februari 1928  | Saint Louis  | Live evenement | |
| 13  | Gus Sonnenberg       | 1 | 4 januari 1929    | Boston       | Live evenement | |
| 14  | Ed Don George        | 1 | 10 december 1930  | Los Angeles  | Live evenement | |
| 15  | Ed Lewis             | 4 | 13 april 1931     | Los Angeles  | Live evenement | |
| 16  | Danno O'Mahoney      | 1 | 30 juli 1935      | Boston       | Live evenement | |
| 17  | Dick Shikat          | 1 | 2 maart 1936      | New York     | Live evenement | |
| 18  | Ali Baba             | 1 | 25 april 1936     | Detroit      | Live evenement | |
| 19  | Dave Levin           | 1 | 12 juni 1936      | Newark       | Live evenement | |
| 20  | Dean Detton          | 1 | 29 september 1936 | Philadelphia | Live evenement | |
| 21  | Bronko Nagurski      | 1 | 29 juni 1937      | Minneapolis  | Live evenement | |
| 22  | Jim Londos           | 1 | 18 november 1938  | Philadelphia | Live evenement | In 1946 ging Londos als World Heavyweight Champion op pensioen. |
| 23  | Lou Thesz            | 1 | 21 mei 1952       | Los Angeles  | Live evenement | Thesz verenigde 3 kampioenschappen en werd het "Undisputed World Heavyweight Champion". Op 20 juli 1948 veroverde hij het National Wrestling Association World Heavyweight Championship, op 27 november 1949 het National Wrestling Alliance World Heavyweight Championship en op 21 mei 1952 het Los Angeles Olympic Auditorium World Heavyweight Championship. |
| 24  | Whipper Billy Watson | 1 | 15 maart 1956     | Toronto      | Live evenement | Watson versloeg Thesz met een coun-out en veroverde de titel. |
| 25  | Lou Thesz            | 2 | 9 november 1956   | Saint Louis  | Live evenement | |